# Múltiple
En matemàtiques, un múltiple és el producte que per a qualsevol numero es pot multiplicar. En altres paraules, per a la quantitat {\displaystyle a} com enter, nombre real, o nombre complex, {\displaystyle b} és un múltiple de {\displaystyle a} si {\displaystyle b=na} per a algun enter {\displaystyle n}. El {\displaystyle n} també s'anomena coeficient o multiplicador. Addicionalment, si {\displaystyle a} no és zero, això és equivalent a dir que {\displaystyle b/a} és un enter sense residu.
Alguns diuen que el múltiple és el producte d'un enter per un altre enter, així s'anomena múltiple enter. Quan {\displaystyle a} i {\displaystyle b} són tots dos enters, {\displaystyle a} també s'anomena un factor de {\displaystyle b}.

## Exemples
14, 49, 0 i -21 són múltiples de 7 mentre que no ho són 3 i -6. Això és perquè hi ha enters pels quals es pot multiplicar 7 per obtenir als valors de 14, 49, 0 i -21, mentre no hi ha cap enter que ho permeti per 3 i -6. Cada un dels productes llistats sota, i en particular els productes per 3 i -6 és l'única forma que el nombre pertinent es pugui escriure com un producte de 7 i un altre nombre real:
- {\displaystyle 14=2\times 7};
- {\displaystyle 49=7\times 7};
- {\displaystyle -21=-3\times 7};
- {\displaystyle 0=0\times 7};
- {\displaystyle 3=(3/7)\times 7}, i {\displaystyle 3/7} és un nombre racional, no un enter;
- {\displaystyle -6=(-6/7)\times 7}, i {\displaystyle -6/7} és un nombre racional, no un enter.

## Propietats
- 0 és un múltiple de tots els nombres ({\displaystyle 0=0\cdot b}).
- El producte de qualsevol enter {\displaystyle n} i qualsevol altre enter és un múltiple de {\displaystyle n}. En particular, {\displaystyle n}, que és igual a {\displaystyle n\times 1}, és un múltiple de {\displaystyle n} (tots els enters són un múltiple de si mateixos), ja que 1 és un enter.
- Si {\displaystyle a} i {\displaystyle b} són múltiples de {\displaystyle x,} llavors {\displaystyle a+b}, {\displaystyle a-b}, {\displaystyle a*b} són múltiples de {\displaystyle x}.

## Regles de divisibilitat
- Un nombre és divisible per 2 si la xifra de les unitat, és múltiple de 2,(nombre parell)
- Un nombre és divisible per 3 si la suma dels valors absoluts de les seves xifres és múltiple de 3 (761: 7+6+1=14 no és múltiple de 3) (987: 9+8+7=24 és múltiple de 3
- Un nombre és divisible per 4 si el nombre format per les dos darreres xifres és múltiple de 4 (761: 61 no és múltiple de 4) (1024: 24 és múltiple de 4)
- Un nombre és divisible per 5 si la xifra de les unitats és múltiple de 5 (0 o 5)
- Un nombre és divisible per 6 si és divisible per 2 i per 3
- Un nombre és divisible per 7 si la diferència entre el nombre sense la xifra de les unitats i el doble de la xifra de les unitats és múltiple de 7 (761: 76 - (2x1)=74 No és múltiple)
- Un nombre és divisible per 8 si el nombre format per les tres darreres xifres és múltiple de 8 (5888 1016).
- Un nombre és divisible per 9 si la suma dels valors absoluts de les seves xifres és múltiple de 9.
- Un nombre és divisible per 10 si la xifra de les unitats és zero (120, 1540, 250, 1000, 500, etc.).